# 音泉女子高生
『音泉女子高生』は音泉のYouTubeチャンネルで配信されていたバラエティ番組。出演は声優の林鼓子と白河みずな。毎月最終週に配信されていた。

## 概要
声優の林鼓子と白河みずなによるバラエティ番組。毎月最終週の月曜から金曜の夜19時に10分程度の動画がYouTubeの音泉YouTubeチャンネルで公開される。視聴者の送ってきた企画などにスタジオやロケにて挑戦していく。
2019年3月2日に舞浜アンフィシアターで開催されたイベント「インターネットラジオステーション＜音泉＞祭り 2019冬」にサプライズで二人が登場し、番組の開始を告知した。当初は2019年4月から開始が予定されていたが、実際には6月に配信が始まった。
番組が始まった2019年6月当時は二人とも現役の高校生であったが、2020年3月には白河みずなが、2021年3月には林鼓子がそれぞれ高校を卒業したため、2021年4月になった時点で二人とも高校生ではなくなった。それぞれが高校を卒業した際には声優の小山剛志を校長として迎え、番組内にて卒業式を行った。しかし、その直後に小山が留年を言い渡し、設定上は女子高生として番組を続行している。
イラストレーターの和遥キナが二人やを描いたものを番組タイトル絵として使用している。また、放送内容を元に新たにイラストを描き、番組中にて定期的に紹介している。

## 放送リスト

### 2019年
| 回 | 配信日   | ゲスト           | 内容                                                                           |
| -- | -------- | ---------------- | ------------------------------------------------------------------------------ |
| 1  | 6月12日  |                  | 自己紹介                                                                       |
| 2  | 6月13日  | 久保田未夢       | 呼び込み動画の制作                                                             |
| 3  | 6月14日  |                  | ゲーム実況（One Hand Clapping）                                                |
| 4  | 6月15日  | 楠木ともり       | 大喜利                                                                         |
| 5  | 6月16日  |                  | なめこ栽培                                                                     |
| 6  | 7月10日  | 山下七海         | なめこ栽培対決の結果                                                           |
| 7  | 7月11日  | 山下七海         | なめこ料理                                                                     |
| 8  | 7月12日  |                  | イラスト・メール紹介                                                           |
| 9  | 7月24日  | 井澤美香子       | 夏制服選定で制服専門店CONOMI原宿店でロケ                                       |
| 10 | 7月25日  | 井澤美香子       | 心霊スポットへ行く前に八津御嶽神社で祈祷                                       |
| 11 | 7月26日  | 井澤美香子       | 旧吹上トンネルで肝試し                                                         |
| 12 | 8月28日  | ファイルーズあい | 筋トレ                                                                         |
| 13 | 8月29日  | ファイルーズあい | 筋トレ                                                                         |
| 14 | 8月30日  |                  | イラスト・メール紹介                                                           |
| 15 | 9月22日  | 山崎はるか       | フィギュア鑑賞会                                                               |
| 16 | 9月27日  | 山崎はるか       | フィギュア鑑賞会                                                               |
| 17 | 9月28日  |                  | イラスト・メール紹介                                                           |
| 18 | 10月24日 | 田中美海         | ハロウィンコスプレ                                                             |
| 19 | 10月25日 | 田中美海         | ゾンビランドサガのボードゲームをプレイ                                         |
| 20 | 10月26日 |                  | イラスト・メール紹介                                                           |
| 21 | 11月26日 |                  | 雪野下ろせの漫画「ならしかたなし」とのタイアップで奈良ロケ                     |
| 22 | 11月27日 |                  | 奈良のカフェ大和茶大福専門店 GRAN CHAでロケ                                    |
| 23 | 11月28日 | 吉岡茉祐         | 「吉岡茉祐と山下七海の ことだま☆パンケーキ」のコーナー「ことパンポエム」に挑戦 |
| 24 | 11月29日 |                  | イラスト・メール紹介                                                           |
| 25 | 12月25日 | 亜咲花           | カラオケ企画                                                                   |
| 26 | 12月26日 | 亜咲花           | カラオケ企画                                                                   |
| 27 | 12月27日 |                  | イラスト・メール紹介                                                           |

### 2020年
| 回 | 配信日   | ゲスト            | 内容                                                                   |
| -- | -------- | ----------------- | ---------------------------------------------------------------------- |
| 28 | 1月29日  | 富田美憂          | 音泉的センター試験                                                     |
| 29 | 1月30日  | 富田美憂          | 音泉的センター試験                                                     |
| 30 | 1月31日  |                   | イラスト・メール紹介                                                   |
| 31 | 2月26日  | 芹澤優            | チョコレート作り                                                       |
| 32 | 2月27日  | 芹澤優            | チョコレート作り                                                       |
| 33 | 2月28日  |                   | イラスト・メール紹介                                                   |
| 34 | 3月25日  |                   | マスク作り                                                             |
| 35 | 3月26日  |                   | イラスト・メール紹介                                                   |
| 36 | 3月27日  | 小山剛志          | 白河みずな卒業式                                                       |
| 37 | 6月22日  |                   | イラスト・メール紹介                                                   |
| 38 | 6月23日  | 徳井青空          | 「そらまるのチャンネル」とコラボで「女子高生ランキング」               |
| 39 | 6月24日  |                   | 林鼓子ソロ回。踊ってみた（金曜日のおはよう）                           |
| 40 | 6月25日  |                   | 白河みずなソロ回。アレンジ料理（マシュマロココア）                     |
| 41 | 6月26日  | 徳井青空          | 「女子高生ランキング」続き                                             |
| 42 | 7月27日  |                   | イラスト・メール紹介                                                   |
| 43 | 7月28日  | 三澤紗千香        | ゲーム実況（マリオカート8 デラックス）前編                             |
| 44 | 7月29日  |                   | 林鼓子ソロ回。踊ってみた（45秒で何ができる？）                         |
| 45 | 7月30日  |                   | 白河みずなソロ回。アレンジ料理（ポテチでオムレツ）                     |
| 46 | 7月31日  | 三澤紗千香        | ゲーム実況 後編                                                        |
| 47 | 8月24日  |                   | イラスト・メール紹介。テーマソング制作の決定を発表                     |
| 48 | 8月25日  | 大橋彩香          | ゲーム実況（大乱闘スマッシュブラザーズ SPECIAL）前編                   |
| 49 | 8月26日  |                   | 林鼓子ソロ回。踊ってみた（ヒロイン育成計画）                           |
| 50 | 8月27日  |                   | 白河みずなソロ回。アレンジ料理（とろとろ雪見だいふくのきなこトースト） |
| 51 | 8月28日  | 大橋彩香          | ゲーム実況 後編                                                        |
| 52 | 9月21日  |                   | イラスト・メール紹介                                                   |
| 53 | 9月22日  | 吉岡茉祐          | テーマソング制作にあたり、曲作りを学ぶ                                 |
| 54 | 9月23日  |                   | 林鼓子ソロ回。踊ってみた（おねがいダーリン）                           |
| 55 | 9月24日  |                   | 白河みずなソロ回。アレンジ料理（イラストパンケーキ）                   |
| 56 | 9月25日  | 吉岡茉祐          | 売れる曲を考える                                                       |
| 57 | 10月26日 |                   | イラスト・メール紹介                                                   |
| 58 | 10月27日 | 会沢紗弥 花井美春 | 「まったく、女子高生は最高だぜ！！」とのコラボで、「対義語ゲーム」     |
| 59 | 10月28日 |                   | 林鼓子ソロ回。踊ってみた（かいしんのいちげき！）                       |
| 60 | 10月29日 |                   | 白河みずなソロ回。アレンジ料理（ハロウィンスイーツ）                   |
| 61 | 10月30日 | 会沢紗弥 花井美春 | 女子高生の流行語を考える                                               |
| 62 | 11月23日 | 和遥キナ          | イラスト紹介                                                           |
| 63 | 11月24日 | 和遥キナ          | ポージング                                                             |
| 64 | 11月25日 |                   | ゲーム実況（PIEN-ぴえん-）                                             |
| 65 | 11月26日 |                   | ゲーム実況（PIEN-ぴえん-）                                             |
| 66 | 11月27日 |                   | エンディングをリニューアル                                             |
| 67 | 12月28日 |                   | イラスト・メール紹介                                                   |
| 68 | 12月29日 | 南早紀            | 「天津向のためになるらじお」のグッズ紹介                               |
| 69 | 12月30日 | 古賀葵 南早紀     | 「のむこがみなみ」のグッズ紹介                                         |
| 70 | 12月31日 | 古賀葵            | 「告RADIO」のグッズ紹介                                                |
| 71 | 12月31日 |                   | 2020年振り返りと2021年の目標。テーマソングの進捗報告                   |

### 2021年
| 回  | 配信日  | ゲスト              | 内容                                                   |
| --- | ------- | ------------------- | ------------------------------------------------------ |
| 72  | 1月25日 |                     | 目標と悩みを語る                                       |
| 73  | 1月26日 | 稗田寧々            | スマホ写真ポーカー                                     |
| 74  | 1月27日 | 稗田寧々            | 映画感想当てクイズ                                     |
| 75  | 1月28日 |                     | 1,000円で好きなお菓子を買う                            |
| 76  | 1月29日 |                     | メールを読みつつ、お菓子を食べる                       |
| 77  | 3月1日  |                     | イラスト・メール紹介                                   |
| 78  | 3月2日  | 青山吉能            | 「たった今考えたプロポーズの言葉を君に捧ぐよ。」で遊ぶ |
| 79  | 3月3日  | 青山吉能            | お悩み相談                                             |
| 80  | 3月4日  |                     | 現場で衝撃を受けた声優について語る                     |
| 81  | 3月5日  |                     | 青春を捧げたアニメについて語る                         |
| 82  | 3月29日 | 小山剛志            | 林鼓子卒業式                                           |
| 83  | 3月30日 | 小山剛志            | 小山剛志による麻雀講座                                 |
| 84  | 3月31日 | 小山剛志            | 小山剛志による麻雀講座                                 |
| 85  | 4月1日  | 小山剛志            | 小山剛志による麻雀講座                                 |
| 86  | 4月2日  | 小山剛志            | 小山剛志による麻雀講座                                 |
| 87  | 4月26日 |                     | イラスト・メール紹介                                   |
| 88  | 4月27日 | やぎぬまかな 石濱翔 | テーマソングレコーディング                             |
| 89  | 4月28日 | やぎぬまかな 石濱翔 | 作詞家（やぎぬまかな）・作曲家（石濱翔）インタビュー   |
| 90  | 4月29日 | やぎぬまかな 石濱翔 | 作詞家（やぎぬまかな）・作曲家（石濱翔）インタビュー   |
| 91  | 4月30日 |                     | 楽曲解禁とアフタートーク                               |
| 92  | 5月31日 |                     | メール紹介                                             |
| 93  | 6月1日  |                     | 「あざかわ選手権」宣材写真調査                         |
| 94  | 6月2日  |                     | 「＜音泉＞祭り2021春～UPDATE～」紹介                   |
| 95  | 6月3日  | 高尾奏音            | ＜音泉＞祭り裏テーマ                                   |
| 96  | 6月4日  | 高尾奏音            | 「＼( 'ω')／ﾍｰｲサークル」で遊ぶ                        |
| 97  | 6月28日 |                     | イラスト・音泉祭り感想メール紹介                       |
| 98  | 6月29日 |                     | ゲストに呼びたい人＆行きたい番組を語る                 |
| 99  | 6月30日 |                     | ＃青春モードCD発売                                     |
| 100 | 7月1日  | 高尾奏音            | 音泉祭り裏側トーク                                     |
| 101 | 7月1日  | 高尾奏音            | 音泉祭り裏側トーク                                     |
| 102 | 8月2日  |                     | メール紹介                                             |
| 103 | 8月3日  |                     | リリースイベント告知                                   |